# Bütlasse
El Bütlasse (3.193 m) és una muntanya que es troba als Alps Bernesos dins els Alps Suïssos, a Suïssa, i està situada al nord del Gspaltenhorn. El Vorderi Bütlasse (3.063 m) és un cim secundari situat al nord del Bütlasse.
Les localitats més properes són Griesalp (Kiental) i Gimmelwald (Lauterbrunnen). El pas de Sefinenfurgge, travessat per una ruta de senderisme entre Griesalp i Lauterbrunnen, passa al nord de Bütlasse.

## Galeria

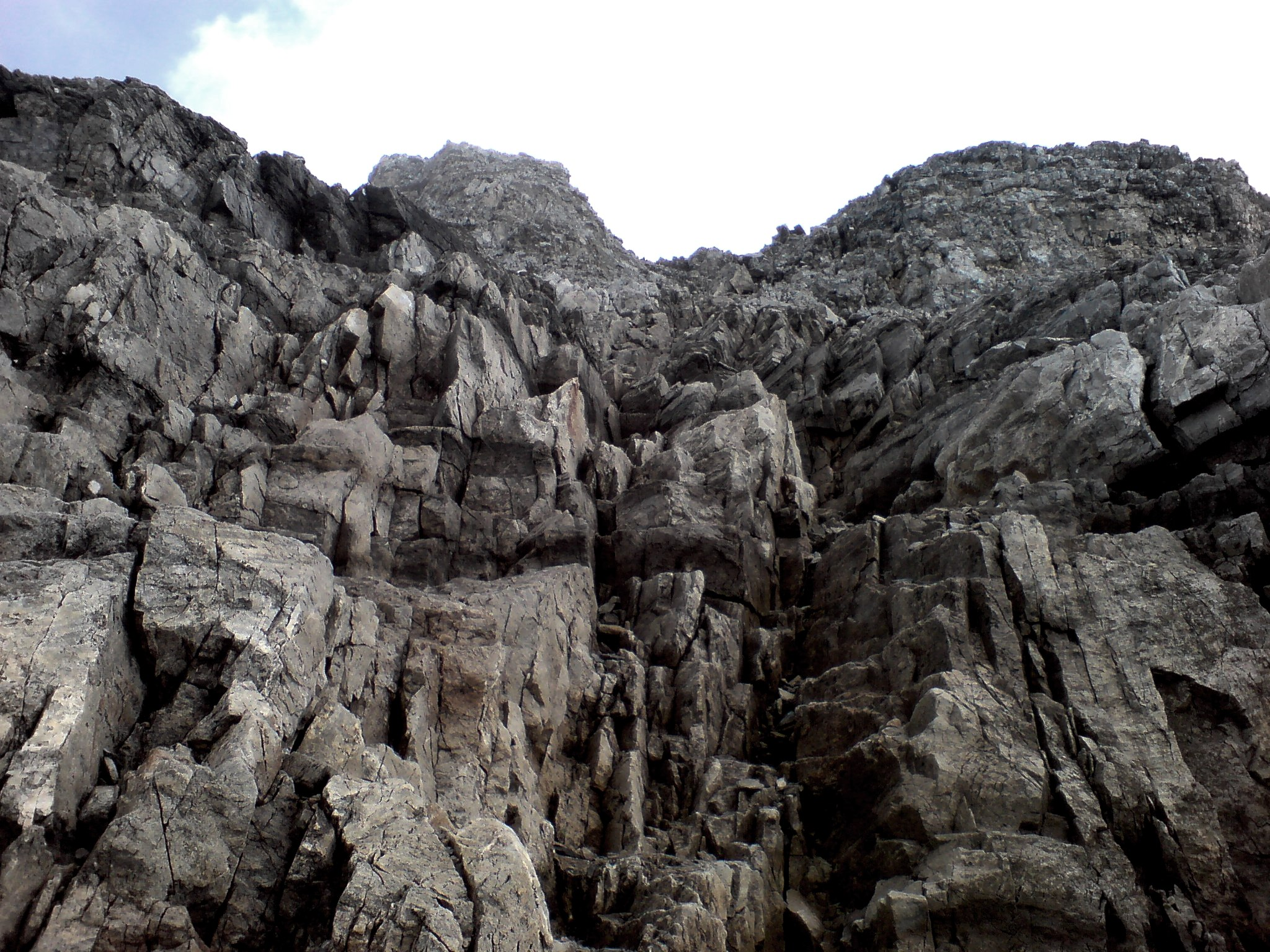
Ruta normal al cim
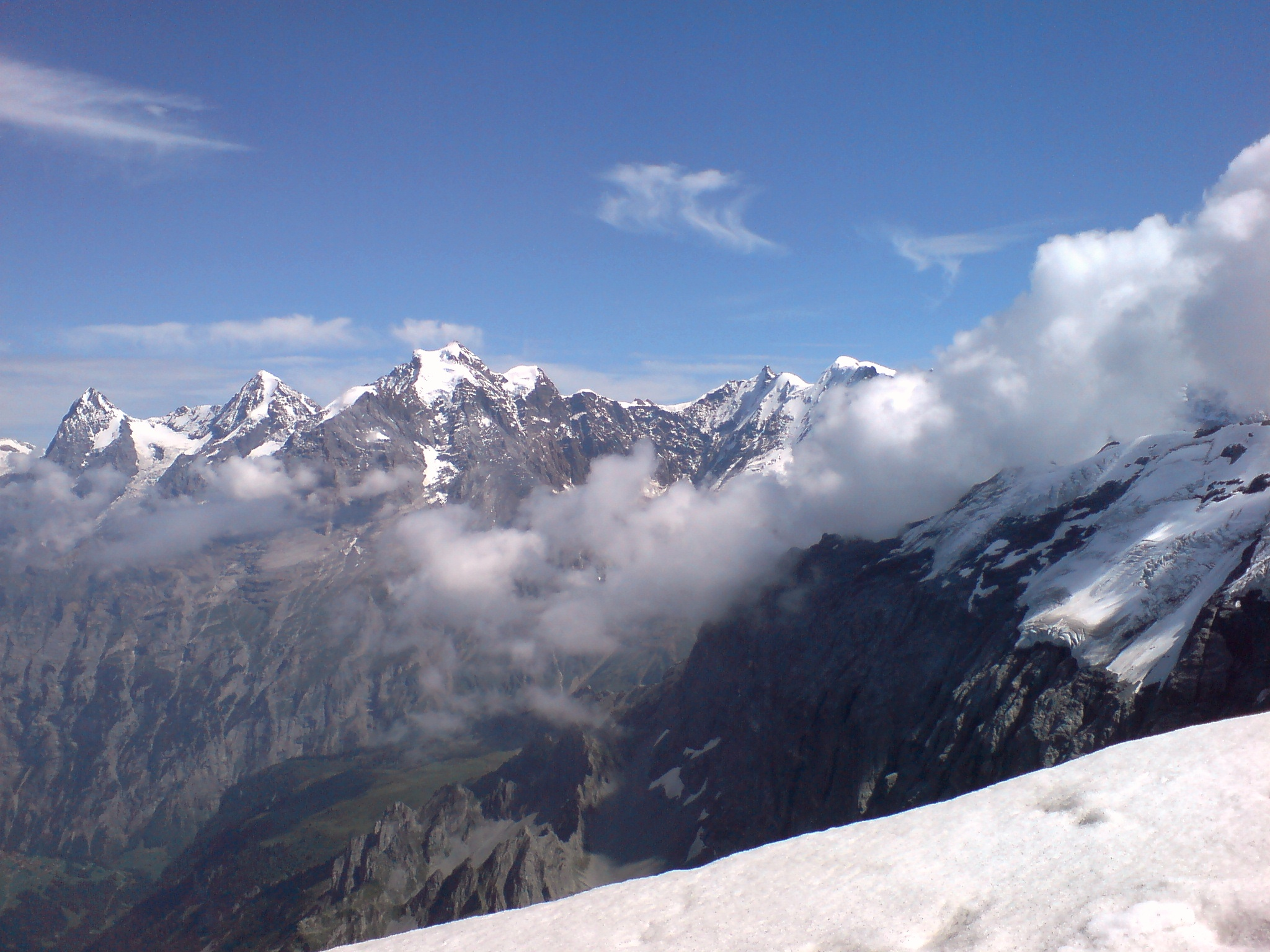
Eiger, Mönch i Jungfrau des de l'aresta nord
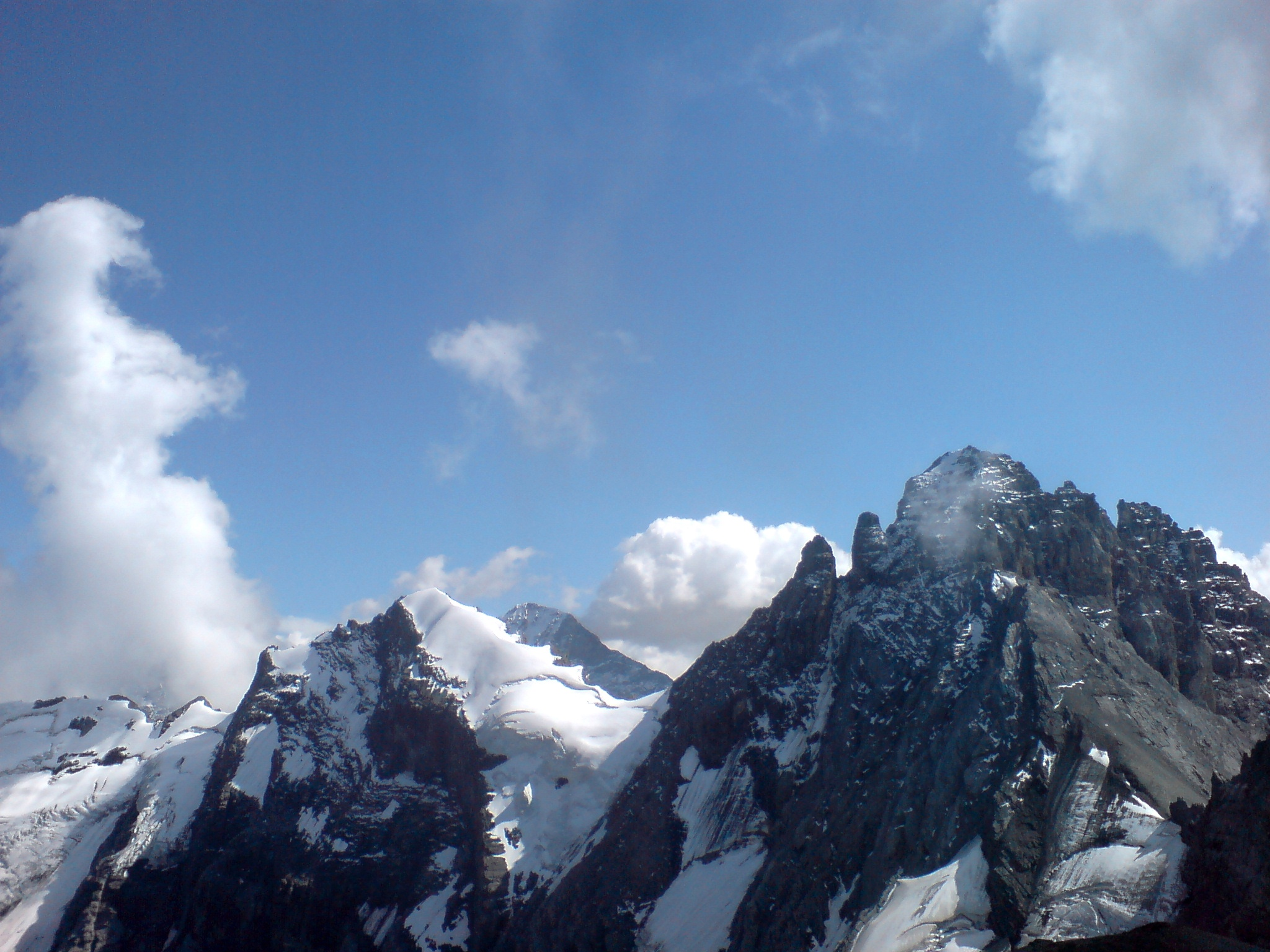
Vista del Gspaltenhorn des del cim